# 30 mai en sport
30 avril 30 juin
Chronologies thématiques
- Croisades
- Ferroviaires
- Disney

Le 30 mai (150e jour de l'année ou 151e en cas d'année bissextile) en sport.

## Événements

### XIXesiècle
- 1861 :
  - (Ski nordique) : fondation du premier club de ski nordique en Norvège, le Ski Club de Trysil[1].
- 1880 :
  - (Boxe) : après quatre ans d'inactivité, Joe Goss défend son titre de champion des États-Unis contre Paddy Ryan. Ryan gagne après 87 tours[2].
- 1894 :
  - (Baseball) : le joueur de baseball américain Bobby Lowe de Boston Beaneaters réalise l’exploit de taper quatre home runs à l’occasion d’un match de ligue majeure.
- 1896 :
  - (Compétition automobile) : New York-Irvington est une course automobile de 25 miles, Frank Duryea remporte la course.

### XXesièclede1901à1950
- 1911 :
  - (Athlétisme) : l'Américain Daniel Ahearn établit un nouveau record du monde du triple saut en sautant à 15,52 m. Ce record tiendra 20 ans.
  - (Compétition automobile) : au 500 miles d'Indianapolis, victoire de l'Américain Ray Harroun.
- 1912 :’
  - (Compétition automobile) : au 500 miles d'Indianapolis, victoire de l'Américain Joe Dawson.
- 1913 :
  - (Compétition  automobile) : l'épreuve des 500 miles d'Indianapolis est pour la première fois remportée par un Français, Jules Goux sur une Peugeot.
- 1914 :
  - (Compétition automobile) : au 500 miles d'Indianapolis est pour la seconde fois remportée par un Français, René Thomas sur une Delage.
- 1916 :
  - (Compétition automobile) : l'épreuve des 500 miles d'Indianapolis était programmée que sur 120 tours, soit 300 miles. La course est remportée par le Britannique Dario Resta sur une Peugeot.
- 1921 :
  - (Compétition automobile) : au 500 miles d'Indianapolis, victoire l'Américain Tommy Milton.
- 1922 :
  - (Compétition automobile) : au 500 miles d'Indianapolis, victoire de l'Américain James Anthony Murphy.
- 1923 :
  - (Compétition automobile) : au 500 miles d'Indianapolis, victoire l'Américain Tommy Milton.
- 1924 :
  - (Compétition automobile) : au 500 miles d'Indianapolis, victoire des Américains Lora Corum (en) et Joe Boyer.
- 1925 :
  - (Compétition automobile) : au 500 miles d'Indianapolis, victoire l'Américain Pete DePaolo.
- 1927 :
  - (Compétition automobile) : au 500 miles d'Indianapolis, victoire l'Américain George Souders.
- 1928 :
  - (Compétition automobile) : au 500 miles d'Indianapolis, victoire l'Américain Louis Meyer.
- 1929 :
  - (Compétition automobile) : au 500 miles d'Indianapolis, victoire l'Américain Ray Keech.
- 1930 :
  - (Compétition automobile) : au 500 miles d'Indianapolis, victoire l'Américain Billy Arnold.
- 1935 :
  - (Baseball) : Babe Ruth dispute son dernier match.
- 1937 :
  - (Compétition automobile) : sur la course Avusrennen, victoire de l'Allemand Hermann Lang.
- 1943 :
  - (Athlétisme) : l'athlète néerlandaise Fanny Blankers-Koen porte le record du monde féminin du saut en hauteur à 1,71 mètre.
- 1950 :
  - (Compétition automobile /Formule 1) : troisième grand prix de F1 de la saison 1950 aux 500 miles d'Indianapolis, remporté par Johnnie Parsons sur Kurtis Kraft-Offenhauser.

### XXesièclede1951à2000
- 1951 :
  - (Compétition automobile /Formule 1) : deuxième grand prix de F1 de la saison 1951 aux 500 miles d'Indianapolis, remporté par Lee Wallard sur Kurtis Kraft-Offenhauser.
- 1952 :
  - (Compétition automobile) : au 500 miles d'Indianapolis, l'Américain Troy Ruttman remporte la victoire sur une Kuzma-Offenhauser.
- 1953 :
  - (Compétition automobile) : au 500 miles d'Indianapolis, l'Américain Bill Vukovich remporte la victoire sur une Kurtis Kraft-Offenhauser.
- 1955 :
  - (Compétition automobile) : au 500 miles d'Indianapolis, l'Américain Bob Sweikert remporte la victoire sur une Kurtis Kraft-Offenhauser, la course est endeuillée par la mort du pilote américain Bill Vukovich.
- 1956 :
  - (Compétition automobile) : au 500 miles d'Indianapolis, l'Américain Pat Flaherty remporte la victoire sur une Watson-Offenhauser.
- 1957 :
  - (Football) : Le Real Madrid remporte la Coupe des clubs champions européens en s'imposant 2-0 en finale face à la Fiorentina.
  - (Compétition automobile) : au 500 miles d'Indianapolis, l'Américain Sam Hanks remporte la victoire sur une Epperly-Offenhauser.
- 1958 :
  - (Compétition automobile) : au 500 miles d'Indianapolis, l'Américain Jimmy Bryan remporte la victoire sur une Epperly-Offenhauser.
- 1959 :
  - (Compétition automobile /Formule 1) : deuxième grand prix de la saison aux 500 miles d'Indianapolis, remporté par Rodger Ward sur A.J. Watson-Offenhauser.
- 1960 :
  - (Compétition automobile /Formule 1) : troisième grand prix de la saison aux 500 miles d'Indianapolis, remporté par Jim Rathmann sur Watson-Offenhauser.
- 1962 :
  - (Football) : ouverture au Chili de la Coupe du monde de football 1962, l'équipe d'Uruguay s'impose 2-1 face à la Colombie.
- 1965 :
  - (Compétition automobile /Formule 1) : au Grand Prix automobile de Monaco, victoire du Britannique Graham Hill sur une BRM.
- 1973 :
  - (Football) : l'Ajax Amsterdam remporte la Coupe des clubs champions européens en s'imposant 1-0 en finale face à la Juventus.
- 1976 :
  - (Compétition automobile /Formule 1) : au Grand Prix automobile de Monaco, victoire de l'Autrichien Niki Lauda sur une Ferrari.
- 1977 :
  - (Baseball) : Dennis Eckersley lance un no-hitter pour les Indians de Cleveland face aux Angels de Californie.
- 1979 :
  - (Football) : Nottingham Forest FC remporte la Coupe des clubs champions européens en s'imposant 1-0 en finale face au Malmö FF.
- 1984 :
  - (Football) : le Liverpool FC remporte la Coupe des clubs champions européens en s'imposant aux tirs au but en finale face à l'AS Rome.
- 1999 :
  - (Compétition automobile /Formule 1) : au Grand Prix automobile d'Espagnecouru sur le Circuit de Catalogne, victoire du Finlandais Mika Häkkinen sur une McLaren-Mercedes.

### XXIesiècle
- 2004 :
  - (Cyclisme) : Damiano Cunego remporte le Tour d'Italie.
  - (Compétition automobile /Formule 1) : au Grand Prix automobile d'Europe couru sur le Nürburgring, victoire de l'Allemand Michael Schumacher sur une Ferrari.
- 2007 :
  - (Basket-ball) : lors des Playoffs NBA, les San Antonio Spurs se qualifient pour la finale du championnat NBA en remportant la série par 4 victoires à 1. Lors de la cinquième rencontre, ils battent à San Antonio le Jazz de l'Utah sur le score de 109 à 84.
- 2010 :
  - (Formule 1) : au Grand Prix de Turquie couru sur le Circuit d'Istanbul Park, victoire du Britannique Lewis Hamilton sur une McLaren-Mercedes.
- 2013 :
  - (Football) : le directeur sportif du PSG, Leonardo, écope de neuf mois ferme de suspension par la commission de discipline de la LFP pour avoir bousculé Alexandre Castro, l'arbitre du match PSG - Valenciennes (1-1).
- 2015 :
  - (Football) : en finale de la 98e édition de la Coupe de France au Stade de France, le Paris Saint-Germain s'impose aux dépens de l'AJ Auxerre (1-0), grâce à un but de son attaquant uruguayen Edinson Cavani. Le club de la capitale réalise ainsi un triplé après avoir déjà remporté la Coupe de la Ligue et le Championnat de France.
- 2019 :
  - (Cyclisme sur route /Giro) : sur la 18e étape du Tour d'Italie 2019 qui se déroule entre Valdaora et Santa Maria di Sala, sur une distance de 220 km, victoire de l'Italien Damiano Cima au sprint. L'Équatorien Richard Carapaz conserve le maillot rose.
- 2021 :
  - (Cyclisme sur route /Tour d'Italie) : sur la 21e et dernière étape du Tour d'Italie qui se déroule sous la forme d'un contre-la-montre individuel, entre Senago en Milan, sur une distance de 29,4 km, victoire de l'Italien Filippo Ganna spécialiste de la discipline. Le Colombien Egan Bernal remporte le Tour d'Italie.
  - (Compétition motocycliste /Vitesse moto) : sur le Grand Prix moto d'Italie qui est la sixième manche du Championnat du monde de vitesse moto, disputé sur le Circuit du Mugello à Florence, victoire de l'Italien Dennis Foggia en Moto3, de l'Australien Remy Gardner en Moto2 et du français Fabio Quartararo en MotoGP. Cette 72e édition du Grand Prix moto d'Italie est marquée par le grave accident de Jason Dupasquier lors de la séance de qualifications des Moto3 le 29 mai[3]. Le pilote succombe à ses blessures ce jour[4].
  - (Tennis /Grand Chelem) : début de la 120e édition du tournoi de tennis professionnel des Internationaux de France de tennis qui se déroulent jusqu'au 13 juin 2021 au Stade Roland-Garros à Paris.

## Naissances

### XIXesiècle
- 1868 :
  - Camille du Gast, escrimeuse et pilote de courses automobile française. († 24 avril 1942).
- 1871 : 
  - Nándor Dáni, athlète de demi-fond hongrois. Médaillé d'argent du 800m aux Jeux d'Athènes 1896. († 31 décembre 1949).
- 1882 : 
  - Wyndham Halswelle, athlète de sprint britannique. Champion olympique du 400m aux Jeux de Londres 1908. († 31 mars 1915).
- 1883 :
  - Sandy Pearce, joueur de rugby à XIII australien. (14 sélections en équipe nationale). († 14 novembre 1930).
- 1885 : 
  - Ethel Muckelt, patineuse artistique individuelle britannique. Médaillée de bronze aux Jeux de Chamonix 1924. († 13 décembre 1953).
- 1895 :
  - Maurice Tate, joueur de cricket anglais. (39 sélections en test cricket). († 18 mai 1956).

### XXesièclede1901à1950
- 1909 : 
  - George Headley, joueur de cricket panaméen. (22 sélections en test cricket). († 30 novembre 1983).
- 1912 : 
  - Roger Courtois, footballeur puis entraîneur franco-suisse. (22 sélections en équipe de France). († 5 mai 1972).
- 1916 : 
  - Jacques Georges, dirigeant de football français, président de la FFF de 1968 à 1972 puis de l'UEFA de 1983 à 1990 († 25 février 2004).
- 1923 : 
  - László Jeney, poloïste hongrois, médaillé d'argent aux Jeux de Londres 1948, champion olympique aux Jeux de d'Helsinki 1952 et aux Jeux de Melbourne 1956 puis médaillé de bronze aux Jeux de Rome 1960, champion d'Europe masculin de water-polo 1954 et 1958 († 24 avril 2006).
- 1934 : 
  - Alkétas Panagoúlias, footballeur puis entraîneur grec, sélectionneur de l'équipe de Grèce de 1973 à 1976 et de 1977 à 1981 puis de 1992 à 1994 ainsi que de l'équipe des États-Unis de 1983 à 1985 († 18 juin 2012).
- 1938 : 
  - Sergio Tacchini, joueur de tennis puis styliste italien.
- 1939 : 
  - Dieter Quester, pilote de moto, de motonautisme et d'automobile autrichien.
- 1940 : 
  - Gilles Villemure, hockeyeur sur glace canadien.
- 1943 : 
  - Francesco Rizzo, footballeur puis dirigeant sportif italien. (2 sélections en équipe nationale). († 17 juillet 2022).
  - Gale Sayers, joueur de foot U.S américain.
- 1946 : 
  - Dragan Džajić, footballeur yougoslave puis serbe (85 sélections avec l'équipe de Yougoslavie).
- 1947 : 
  - Jocelyne Bourassa, golfeuse canadienne.
  - Karl Grob, footballeur suisse (7 sélections en équipe nationale).
  - Vladimir Petrov, hockeyeur sur glace soviétique puis russe. Champion olympique aux Jeux de Sapporo 1972 et aux Jeux d'Innsbruck 1976 puis médaillé d'argent aux Jeux de Lake Placid 1980. Champion du monde de hockey sur glace 1969, 1970, 1971, 1973, 1974, 1975, 1978, 1979 et 1981. Président de la FRHG de 1992 à 1994. († 28 février 2017).
- 1949 : 
  - P.J. Carlesimo, entraîneur de basket-ball américain.
  - Jean-Luc Rougé, judoka puis dirigeant sportif français. Champion du monde de judo des -93 kg 1975. Président de la FFJDA depuis 2005.
  - Bob Willis, joueur de cricket puis commentateur TV anglais. (90 sélections en test cricket).

### XXesièclede1951à2000
- 1952 :
  - Kerry Fraser, arbitre de hockey sur glace canadien.
- 1956 :
  - Allen Timpany, pilote de courses automobile britannique.
- 1959 :
  - Phil Brown, footballeur puis entraîneur anglais.
- 1962 :
  - Thierry Rabat, footballeur français.
- 1964 :
  - Andrea Montermini, pilote  de courses automobile italien.
  - Corinne Schmidhauser, skieuse alpine suisse.
- 1965 :
  - Troy Coker, joueur de rugby australien. Champion du monde de rugby à XV 1991. (27 sélections en équipe nationale).
- 1966 :
  - Thomas Häßler, footballeur allemand. Médaillé de bronze aux Jeux de Séoul 1988. Champion du monde de football 1990 et champion d'Europe de football 1996. (101 sélections en équipe nationale).
  - Frédéric Hantz, footballeur puis entraîneur français.
- 1971 :
  - Paul Grayson, joueur de rugby anglais. Vainqueur du Grand Chelem 2003, de la Coupe d'Europe de rugby à XV 2000. (32 sélections en équipe nationale).
  - Anja Haas, skieuse alpine autrichienne.
- 1972 :
  - Manny Ramirez, joueur de baseball dominicain.
  - Cédric Soulette, joueur de rugby français. Vainqueur du Grand Chelem 1998, de la Coupe d'Europe de rugby à XV 2003. (13 sélections en Équipe de France de rugby à XV.
- 1974 :
  - Vigor Bovolenta, volleyeur italien. Champion d'Europe de volley-ball masculin 1995. Vainqueur de la Coupe des champions de volley-ball masculin 1993 et 1994. (172 sélections en équipe nationale). († 24 mars 2012).
  - David Wilkie, hockeyeur sur glace américain.
- 1975 :
  - Andy Farrell, joueur rugby à XIII puis rugbyman anglais. (13 sélections avec l'Équipe de Grande-Bretagne de rugby à XIII et 8 sélections avec l'Équipe d'Angleterre de rugby à XV).
- 1976 :
  - Martin Durand, joueur de rugby argentin. (41 sélections en équipe nationale).
  - Radoslav Nesterović, basketteur slovène. (52 sélections en équipe nationale).
  - Magnus Norman, joueur de tennis puis entraîneur suédois. Vainqueur de la Coupe Davis 1998.
- 1977 :
  - Fabrice Akwa, footballeur angolais. (80 sélections en équipe nationale).
  - Gregoire Yachvili, joueur de rugby franco-géorgien. (12 sélections avec l'équipe de Géorgie).
- 1979 :
  - Clint Bowyer, pilote de NASCAR américain.
  - Stéphane Tissot, skieur alpin français.
- 1980 :
  - Christelle Bosker, athlète handisport sud-africain. Championne paralympique du lancer de disque et de javelot et médaillée de bronze du poids aux Jeux de Pékin 2000.
  - Steven Gerrard, footballeur puis entraîneur anglais. Vainqueur de la Coupe UEFA 2001 et de la Ligue des champions 2005. (114 sélections en équipe nationale).
  - Ilona Korstine, basketteuse franco-russe. Médaillée de bronze aux Jeux d'Athènes 2004 puis aux Jeux de Pékin 2008. Championne d'Europe de basket-ball féminin 2003, 2007 et 2011. Victorieuse de l'Euroligue féminine de basket-ball 2001, 2005 et 2010. (104 sélections avec l'équipe de Russie).
- 1981 :
  - Gianmaria Bruni, pilote de F1 et de courses automobile endurance italien
  - Assia El Hannouni, athlète handisport française. Championne olympique du 100, 200, 400, et 800m aux Jeux d'Athènes 2004, championne olympique du 200 et 400m, médaillée d'argent du 800 et 1 500m aux Jeux de Pékin 2008 puis championne olympique du 200m et du 400m aux Jeux de Londres 2012.
- 1982 :
  - Eddie Griffin, basketteur américain. († 17 août 2007).
  - James Simpson-Daniel, joueur de rugby à XV anglais. Vainqueur du Challenge européen 2006. (10 sélections en équipe nationale).
- 1985 :
  - David Gigliotti, footballeur français.
  - Nikita Kriukov, fondeur russe. Champion olympique du sprint classique aux Jeux de Vancouver 2010 puis médaillé d'argent du sprint par équipes aux jeux de Sotchi 2014. Champion du monde de ski de fond du sprint classique et du sprint par équipes 2013 puis champion du monde de ski de fond du sprint par équipes 2017.
  - Igor Lewczuk, footballeur polonais. (2 sélections en équipe nationale).
- 1987 :
  - Els Vandesteene, volleyeur belge. (44 sélections en équipe nationale).
- 1988 :
  - Stephanie Beckert, patineuse de vitesse allemande. Championne olympique de la poursuite par équipes puis médaillée d'argent du 3 000m et du 5 000m aux Jeux de Vancouver 2010.
- 1989 :
  - Alexandra Dulgheru, joueuse de tennis roumaine.
  - Jules Goda, footballeur camerounais. Champion d'Afrique de football 2017. (3 sélections en équipe nationale).
  - Jimmy Janssens, cycliste sur route belge.
  - Lesia Tsurenko, joueuse de tennis ukrainienne.
- 1990 :
  - John Brebbia, joueur de baseball américain.
  - Olivier Dame-Malka, hockeyeur sur glace franco-canadien.
  - Méline Gérard, footballeuse française. Victorieuse des Ligue des champions féminine 2016 et 2017. (11 sélections en équipe de France).
- 1991 :
  - Amir Sarkhosh, joueur de snooker iranien.
- 1992 :
  - Harrison Barnes, basketteur américain. Champion olympique aux Jeux de Rio 2016. (9 sélections en équipe nationale).
  - Astan Dabo, basketteuse franco-malienne. (10 sélections avec l'équipe du Mali).
  - Logan Da Costa, karatéka français. Champion du monde de karaté en kumite par équipes 2012. Champion d'Europe de karaté en kumite par équipes 2013, médaillé d'argent en kumite par équipes aux CE de karaté 2015 puis médaillé de bronze en kumite des -75 kg aux CE de karaté 2016.
  - Jeremy Lamb, basketteur américain.
- 1993 :
  - Hugo Boucheron, rameur français. Champion du monde d'aviron du deux de couple 2018. Médaillé d'argent en deux de couple aux CE d'aviron 2015 puis champion d'Europe d'aviron en deux de couple 2018.
  - Naohisa Takatō, judoka japonais. Médaillé de bronze des -60 kg aux Jeux de Rio 2016. Champion du monde de judo des -60 kg 2013, 2017 et 2018. Champion d'Asie de judo des -60 kg 2017.
- 1996 :
  - Cristian Garín, joueur de tennis chilien.
  - Aleksandr Golovine, footballeur russe. (26 sélections en équipe nationale).
- 1997 :
  - Justien Odeurs, footballeuse belge. (36 sélections en équipe nationale).
  - Franck Seguela, basketteur français. Médaillé de bronze au mondial de basket-ball 3×3 2022.
- 1998 :
  - Daniel Mareček, footballeuse tchèque.
- 2000 :
  - André Almeida, footballeur portugais.
  - Evgeniia Lopareva, patineuse en danse sur glace franco-russe.
  - Toichi Suzuki, footballeur japonais.
  - Fábio Vieira, footballeur portugais.
  - Shin Yamada, footballeur japonais.

### XXIesiècle
- 2002 :
  - Enzo Paleni, cycliste sur route français.
- 2007 :
  - Charálampos Kostoúlas, footballeur grec.

## Décès

### XXesièclede1901à1950
- 1942 : 
  - Frederick Spackman, 63 ou 64 ans footballeur anglais. (1 sélection en équipe nationale). Champion olympique aux Jeux de Paris 1900. (° ? 1878).

### XXesièclede1951à2000
- 1950 :
  - William Townley, 84 ans, footballeur puis entraîneur anglais. (2 sélections en équipe nationale). Sélectionneur de l'équipe des Pays-Bas en 1924. (° 14 février 1866).
- 1955 : 
  - Bill Vukovich, 36 ans, pilote de courses automobile américain. (° 13 décembre 1918).
- 1957 : 
  - Piero Carini, 36 ans, pilote de courses automobile italien. (° 6 mars 1921).
- 1970 :
  - Haakon Sörvik, 84 ans, gymnaste suédois. Champion olympique du concours général par équipes aux Jeux de Londres 1908. (° 31 octobre 1886).
- 1975 : 
  - Steve Prefontaine, 24 ans, athlète de fond et demi-fond américain. (° 25 janvier 1951).
- 1981 : 
  - Sven Andersson, 74 ans, footballeur puis entraîneur suédois. (° 14 février 1907).
- 1983 : 
  - Joseph Maigrot, 82 ans, athlète de sprint puis entraîneur et dirigeant sportif français. (° 2 juin 1900).
- 1995 : 
  - Ted Drake, 82 ans footballeur anglais. (5 sélections en équipe nationale). (° 16 août 1912).

### XXIesiècle
- 2007 : 
  - Werner Schley, 72 ans, footballeur suisse. (3 sélections en équipe nationale). (° 25 janvier 1935).
- 2008 : 
  - Boris Shakhlin, 76 ans, gymnaste soviétique puis ukrainien. Champion olympique par équipe et au cheval d'arçons aux Jeux de Melbourne 1956, champion olympique du concours général, du saut de cheval, des barres parallèles, et du cheval d'arçons, médaillé d'argent par équipe ainsi qu'aux anneaux et médaillé de bronze à la barre fixe aux Jeux de Rome 1960 puis champion olympique de la barre fixe, médaillé d'argent du concours général individuel et par équipes, médaillé de bronze aux anneaux aux Jeux de Tokyo 1964. Champion du monde de gymnastique artistique par équipe 1954, champion du monde de gymnastique artistique du concours général individuel et par équipes, du cheval d'arçons, de la barre fixe et des barres parallèles 1958. Champion d'Europe de gymnastique du concours général individuel, du cheval d'arçon, des barres parallèles et de la barre fixe 1955 puis champion d'Europe de gymnastique de barre fixe et des anneaux 1963. (° 27 janvier 1932).
- 2011 : 
  - Ricky Bruch, 64 ans, athlète de lancers de disque suédois. Médaillé de bronze aux Jeux de Munich 1972. (° 2 juillet 1946).
  - Henri Chammartin, 92 ans, dresseur suisse. Médaillé d'argent par équipes aux Jeux d’Helsinki 1952, médaillé de bronze par équipes aux Jeux de Melbourne 1956 puis champion olympique en individuel et médaillé d'argent par équipes aux Jeux de Tokyo 1964 et médaillé de bronze par équipe aux Jeux de Mexico 1968. (° 30 juillet 1918).
- 2016 :
  - Tom Lysiak, 63 ans, hockeyeur sur glace canadien. (° 22 avril 1953).
  - Rick MacLeish, 66 ans, hockeyeur sur glace canadien. (° 3 janvier 1950).
- 2020 :
  - Bobby Joe Morrow, 84 ans, athlète de sprint américain. Champion olympique du 100 et 200 m puis du relais ×100 m aux Jeux de Melbourne 1956. Détenteur du Record du monde du 100 mètres du 19 mai 1956 au 3 août 1956 et du Record du monde du relais 4 × 100 mètres du 1er décembre 1956 au 15 juillet 1961. (° 15 octobre 1935).
- 2021 :
  - Jason Dupasquier, 19 ans, pilote de vitesse moto suisse. (° 7 septembre 2001).